# 農繁期
| ウィキペディアには「農繁期」という見出しの百科事典記事はありません（タイトルに「農繁期」を含むページの一覧/「農繁期」で始まるページの一覧）。 代わりにウィクショナリーのページ「農繁期」が役に立つかもしれません。 |